# Ліззо
Меліса Вівіан Джеферсон (англ. Melissa Viviane Jefferson; (27 квітня 1988 , Детройт, Мічиган )), відома як Ліззо (англ. Lizzo) — американська співачка, реперка і акторка. Її дебютний альбом, Lizzobangers [en], був випущений у 2013 році . Вона випустила свій другий альбом, Big Grrrl Small World, в 2015 році. 
Після виходу Big Grrrl Small World вона підписала контракт з Atlantic Records. 19 квітня 2019 року вона випустила свій третій студійний альбом Cuz I Love You.

## Біографія
Ліззо народилася 27 квітня 1988 року в Детройті (штат Мічиган, США). Коли їй було 10 років, її сім'я переїхала в Х'юстон (штат Техас). У Техасі Ліззі почала займатися репом в підлітковому віці, і в 14 років сформувала зі своїми кращими друзями групу під назвою Cornrow Clique. У 2011 році вона переїхала в Міннеаполіс, де виступала з інді-групами, включаючи дует у жанрі електро-соул-попа, Lizzo & the Larva Ink. Водночас вона взяла участь в створенні жіночої реп/ар-н-бі гурту The Chalice. У 2012 році The Chalice випустили свій дебютний альбом, We Are the Chalice, який отримав успіх в місті.
Lizzobangers, дебютний альбом Ліззо, спродюсорований Lazerbeak і Раяном Олсоном, був випущений 15 жовтня 2013 року та отримав регіональний і національний успіх. Альбом був зроблений в жанрі хіп-хопу. Восени 2013 року Ліззо їздила з гастролями в США і Великій Британії, відкриваючи для Har Mar Superstar [en] і виконуючи композиції з його групою . У листопаді 2013 року Time назвав її однією з 14 музикантів, за якими слід спостерігати у 2014 році.   
1 червня 2014 року Ліззо виконала дуетом з St. Paul and The Broken Bones [en] пісню «A Change Is Gonna Come». 7 жовтня 2014 року Ліззо стала музичної гостю в «Пізньому шоу з Девідом Леттерманом». У вересні 2014 року Ліззо разом зі своїми колегами по групі The Chalice, Софією Еріс і Клер де Лун, взяла участь у записі пісні «BoyTrouble» на альбомі Прінса і 3rdeyegirl [en] Plectrumelectrum.
Альбом Big Grrrl Small World був випущений 11 грудня 2015 року. Перший міні-альбом Ліззо+ на провідному лейблі, Coconut Oil, побачив світ 7 жовтня 2016 року.   
У 2018 році Ліззо гастролювала з Haim і Florence and the Machine. 4 січня 2019 року вона випустила сінгл «Juice» на лейблі Atlantic Records. 14 лютого 2019 року вона випустила заголовну пісню з її третього студійного альбому Cuz I Love You, який став доступний повністю 19 квітня 2019 року. У квітні 2019 року Ліззо вперше виступила на фестивалі Коачелла. 
З дитинства випробувавши проблеми зі сприйняттям свого тіла, Ліззо стала виступати за бодіпозитивність і любов до себе, роблячи акцент на різноманітності у своїй музиці стосовно свого тіла (в піснях «Fitness» і «Juice»), сексуальності («Boys»), раси («My Skin») та інші характеристики. Її підтанцьовка, The Big Grrrls, складається з пишнотілих танцівниць.

## Дискографія
- Lizzobangers (2013)
- Big Grrrl Small World (2015)
- Cuz I Love You (2019)
- Special (2022)

## Фільмографія
- 2019 — UglyDolls. Ляльки з характером / UglyDolls — Лідія (озвучування)
- 2019 — Шахрайки з Волл-стріт / Hustlers — Ліз